# Polyrhachis viehmeyeri
Polyrhachis viehmeyeri is een mierensoort uit de onderfamilie van de schubmieren (Formicinae). De wetenschappelijke naam van de soort is voor het eerst geldig gepubliceerd in 1921 door Emery.